# Scirpus dialgamensis
Scirpus dialgamensis är en halvgräsart som beskrevs av Majeed Kak och G.N. Javeid. Scirpus dialgamensis ingår i släktet skogssävssläktet, och familjen halvgräs. Inga underarter finns listade i Catalogue of Life.